# Iglesia católica bizantina búlgara

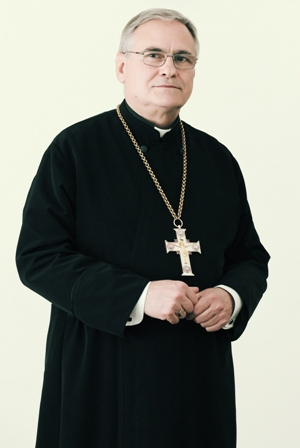
Jristo Proikov, primer obispo eparca de la eparquía.

La Iglesia greco-católica búlgara o católica bizantina búlgara (en búlgaro: Църква на съединените с Рим българи y en el Anuario Pontificio: Chiesa Bulgara) es una de las 24 Iglesias sui iuris integrantes de la Iglesia católica. Es una Iglesia oriental católica que sigue la tradición litúrgica constantinopolitana (o bizantina) en la que utiliza como lenguaje litúrgico el eslavo eclesiástico en alfabeto cirílico. La Iglesia está organizada como eparquía de San Juan XXIII de Sofía (en latín: Eparchia Sancti Ioannis XXIII Sophiensis) inmediatamente sujeta a la Santa Sede y bajo supervisión de la Congregación para las Iglesias Orientales. La eparquía abarca todo el territorio de Bulgaria y su sede es la catedral de la Dormición en Sofía, siendo el eparca quien preside esta Iglesia sui iuris. El eparca integra la Conferencia Episcopal de Bulgaria junto a los obispos de rito latino.

## Historia

### Antecedentes

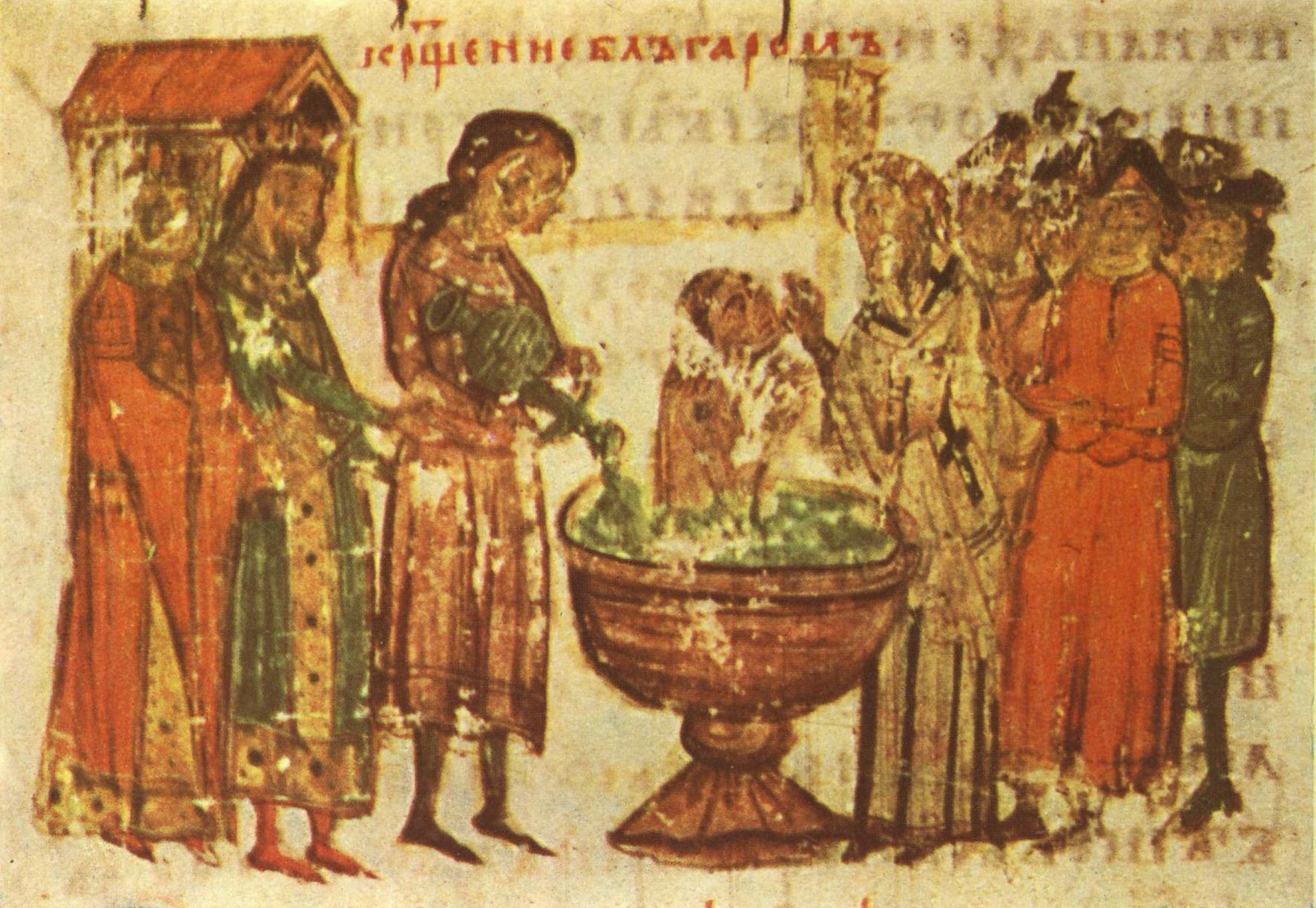
Bautismo de Boris I.

Comunidades cristianas se establecieron en los Balcanes en el siglo I por la predicación de los apóstoles Pablo y Andrés. A principios del siglo IV el cristianismo se volvió la religión dominante en la región y ciudades como Sárdica (Sofía), Filipópolis (Plovdiv), Odessus (Varna) y Adrianópolis (Edirne) fueron significativos centros del cristianismo en el Imperio romano. El Concilio de Sárdica tuvo lugar en 343-344. El Ilírico oriental -con cabecera en Tesalónica (Salónica)- fue disputado por el papa y Constantinopla hasta que en 535 quedó subordinado al primero. En 730 el rechazo papal a la política iconoclasta bizantina hizo que el emperador León III el Isaurio pasara a la jurisdicción de Constantinopla el Ilírico oriental. Las incursiones bárbaras en los siglos IV y V y el establecimiento de eslavos y búlgaros en los siglos VI y VII causaron un daño considerable a la organización eclesial hasta el punto de destruirla. Las comunidades cristianas sobrevivientes lograron cristianizar hacia mediados del siglo XIX a la mayoría de los búlgaros, especialmente en Tracia y en Macedonia, pero sin restaurar la organización eclesial.

### Cristianización de Bulgaria
Bajo el zar Boris I de Bulgaria (853-889) los búlgaros adoptaron oficialmente el cristianismo en su forma bizantina, con la liturgia celebrada en idioma eslavo eclesiástico. Por una variedad de razones, Boris se interesó en convertirse al cristianismo y se comprometió a hacerlo de manos de clérigos occidentales enviados por Luis el Germánico en 863. Sin embargo, en el mismo año el Imperio bizantino invadió Bulgaria durante un período de hambruna y desastres naturales. Tomado por sorpresa, Boris fue forzado a pedir la paz, se puso bajo soberanía bizantina y acordó convertirse al cristianismo según el rito bizantino. En el otoño de 863 una misión del cismático patriarca Focio de Constantinopla llegó a Pliska -capital de Bulgaria- y bautizó al zar, su familia y a los dignatarios de alto rango. La cuestión de los búlgaros fue tratada en los concilios de Constantinopla de 869-870 y de 879-880, decidiendo el primero (rechazado por el papa) que los búlgaros estuvieran bajo la jurisdicción de Constantinopla. El 8 de marzo de 870 el embajador búlgaro y legados papales y orientales se reunieron para decidir el estatus de la Iglesia búlgara, lo que finalizó con los búlgaros aceptando la jurisdicción de Constantinopla.
El sucesor de Boris I, Simeón I de Bulgaria (893–927), proclamó un arzobispado autónomo búlgaro con sede en Preslav en 893 y sustituyó gradualmente al clero griego por búlgaros. La autocefalía de hecho de la Iglesia búlgara se produjo en 919 luego de victorias búlgaras sobre el ejército bizantino y el patriarcado búlgaro logró el reconocimiento del patriarca de Constantinopla en 927. El patriarca residió en la capital búlgara de Preslav -hasta su destrucción en 972- y también en la ciudad de Durostorum (Silistra) y otras sedes. En 971 el patriarcado fue suprimido por Constantinopla, pero fue revivido en resistencia en 976 en Ohrid hasta la caída del Primer Imperio búlgaro en 1018, que puso fin al patriarcado siendo sustituido por el arzobispado autónomo de Ohrid en 1019.

### Cisma de Oriente y restablecimiento de la comunión de la Iglesia búlgara con el papa
En 1054 se produjo el cisma de Oriente que dividió la Iglesia entre católica y ortodoxa, quedando Bulgaria del lado ortodoxo. En 1186 el Estado búlgaro recuperó su independencia y un arzobispado independiente fue establecido en Tarnovo. El papa Inocencio III escribió al zar Kaloyan de Bulgaria invitándolo a unir su Iglesia con la Iglesia de Roma en 1199. Esperando el soporte papal para obtener el título de emperador y restaurar el prestigio y tamaño del Primer Imperio búlgaro, Kaloyan respondió en 1202. En esta maniobra política, él requirió que el papa Inocencio III le concediera la corona imperial. Kaloyan también quiso que el papa reconociera a la cabeza de la Iglesia búlgara como patriarca. El papa no estaba dispuesto a hacer concesiones a esa escala y cuando su enviado, el cardenal Leo, arribó a Bulgaria en 1203, ungió al arzobispo Vasilij de Tarnovo como primado y arzobispo de toda Bulgaria y Valaquia. Kaloyan recibió una corona, pero no imperial.

### Restablecimiento del cisma
En un intento por promover una alianza con Kaloyan, el emperador bizantino Alejo III Ángelo reconoció su título imperial y prometió el reconocimiento patriarcal. En 1235 el patriarca de Constantinopla reconoció la independencia de la Iglesia búlgara y el derecho de su líder al título patriarcal, constituyéndose el patriarcado de Tarnovo, que rompió la comunión con el papa. La conquista otomana de Bulgaria de 1393 puso fin al patriarcado en agosto de 1394, cuyo territorio fue reunido con el de Constantinopla como metropolitanato de Tarnovo. En los siglos siguientes la Iglesia búlgara fue gradualmente helenizada y la lengua griega pasó a utilizarse en la liturgia, mientras que los obispos eran étnicamente griegos. El nacionalismo búlgaro en el siglo XIX se opuso a esa situación.

### Primer movimiento de unión
Algunos búlgaros influyentes se aproximaron a la Iglesia católica en 1859-1861, en espera de que la unión con Roma le daría a su Iglesia la libertad que no obtenían de Constantinopla. El líder de ese movimiento unionista fue el comerciante búlgaro Dragan Tsankov, quien recibió soporte de la Francia católica. Él publicó el diario Bulgaria en Estambul, en el que abogaba por la unión con el papa. Criticó a Rusia por su postura negativa sobre la cuestión de la Iglesia búlgara y publicó documentos históricos sobre las buenas conexiones entre la Iglesia católica y el reino búlgaro en la Edad Media. El primer movimiento uniato búlgaro se originó en dos centros: Kilkís (o Kukush) y Estambul. En 1859 ciudadanos de Kilkís escribieron una carta al papa en la que reconocían su liderazgo administrativo y espiritual. A cambio exigían que ningún cambio debía ser introducido a su rito eclesial y que ellos podrían elegir sus obispos y clérigos con la aprobación papal. La carta declaraba que los maestros de las escuelas de la Iglesia debían ser escogidos por el clero y la educación debía ser en el idioma búlgaro y su alfabeto nacional. En diciembre de 1860 Constantinopla se volvió otro centro del primer movimiento uniato. Dragan Tsankov, junto con una delegación de clérigos y laicos búlgaros, envió una carta al vicario apostólico consultando al papa por la unión eclesial. El papa Pío IX aceptó su requerimiento y ordenó al archimandrita Joseph Sokolsky como arzobispo el 8 de abril de 1861 creando el vicariato apostólico de Constantinopla de los búlgaros. El 23 de abril de 1861 Sokolsky realizó el culto solemne en Estambul inaugurando el vicariato. Aunque el arzobispo Sokolsky logró en junio de 1861 el reconocimiento de las autoridades otomanas como jefe de la comunidad búlgara unida con Roma (millet basi), al llegar a Estambul desapareció poco después en confusas circunstancias y fue llevado en un barco ruso a Odesa y luego permaneció en el monasterio de las Cuevas de Kiev por el resto de su vida (18 años). Para junio de 1861 no había nadie en Estambul que pudiera realizar servicios religiosos de la Iglesia búlgara uniata, una situación no remediada hasta 1863 cuando Rafael Popov fue elegido como obispo basado en Adrianópolis. Ese mismo año fue creado el gimnasio búlgaro uniato en Adrianópolis. El primer movimiento uniato se extendió a varias localidades y villas en la región de Macedonia y en Tracia, pero ellos no consiguieron un resultado concreto. Las razones para el fracaso del primer movimiento uniato pueden encontrarse en el carácter político del movimiento, antes que en devoción ortodoxa profunda de la población.
Como respuesta a pedidos de Rusia, el sultán otomano decretó el 12 de marzo de 1870 el establecimiento de un exarcado búlgaro independiente del patriarcado de Constantinopla, que fue establecido el 23 de mayo de 1872 sin el reconocimiento del patriarca ecuménico hasta 1945. Las demandas populares de clérigos locales fueron satisfechas por el exarcado búlgaro.

### Segundo movimiento de unión
El segundo movimiento de unión comenzó una vez más en Kilkís. En 1874 Nil Izvorov, el obispo ortodoxo búlgaro de Kilkís, escribió una carta al obispo Rafael Popov diciendo que el deseo de las personas en la región de Macedonia era unirse a la Iglesia búlgara uniata. Luego envió una carta al papa proponiendo la unión. Su intento fue exitoso y en el mismo año realizó servicios religiosos como obispo católico. El gobierno otomano prohibió a Izvorov entrar en Kilkís por varios años y el obispo Popov realizó sus funciones en Kilkís hasta que falleció en 1876 en circunstancias desconocidas. Ese año Izvorov fue promovido a obispo administrador de todos los búlgaros uniatos, directamente subordinado al delegado apostólico en Constantinopla y luego volvió a estar basado en Kilkís. En un período de 5 años hubo 57 villas católicas y las escuelas uniatas en el valiato de Salónica eran 64, incluyendo al gimnasio de Salónica. En 1883 Izvorov fue promovido a arzobispo de todos los uniatos búlgaros y se fue a Estambul. El 7 de abril de 1883 fue creado el vicariato apostólico de Tracia (Thraciae Bulgarorum), con el obispo Miguel Petkov como vicario apostólico basado en Adrianópolis; y el 12 de junio de 1883 el vicariato apostólico de Macedonia (Macedoniaensis Bulgarorum), con el obispo Lázaro Mladenov basado en Salónica, ambos separados del vicariato apostólico búlgaro de Constantinopla y subordinados al arzobispo Nil Izvorov en Estambul. En 1895 Izvorov regresó a la ortodoxia uniéndose a la Iglesia ortodoxa búlgara. El obispo Mladenov retornó también a la ortodoxia en 1894, pero regresó luego a la Iglesia búlgara católica permaneciendo en un monasterio el resto de su vida. Al identificarse con el nacionalismo búlgaro, el movimiento prounión con Roma logró inicialmente unos 60 000 adherentes, pero, como resultado del establecimiento del exarcado ortodoxo búlgaro en 1870, al menos las tres cuartas partes de ellos retornó a la ortodoxia al finalizar el siglo.

### Tercer movimiento uniato
Hacia el final del siglo XIX la Iglesia católica bizantina búlgara en la región de Macedonia estaba basada en Kilkís con Epiphany Shanov como obispo desde el 23 de junio de 1895 luego de la excomunión de Mladenov. El vicariato apostólico de Tracia estaba liderado por Mihail Mirov, quien también fue designado obispo administrador de todos los uniatos búlgaros con sede en Estambul desde 1907. A principios del siglo XX en Tracia había alrededor de 5000 búlgaros uniatos con 20 sacerdotes, 12 iglesias, 8 capillas y 11 escuelas; y en Macedonia había cerca de 10 000 búlgaros uniatos por 45 sacerdotes, 16 iglesias y 22 escuelas.
En 1893 la Organización Interna Revolucionaria de Macedonia emergió como el principal actor búlgaro en las regiones de Macedonia y Tracia y hacia fines de la década de 1890 era extremadamente anticatólica. El inmediato efecto de la partición del Imperio otomano durante las guerras de los Balcanes fue la campaña antibúlgara en áreas que quedaron bajo los gobiernos de Serbia y de Grecia. Los serbios expulsaron a los clérigos búlgaros y los griegos incendiaron Kilkís, centro político y cultural búlgaro. El idioma búlgaro fue prohibido. El Imperio otomano recuperó la región de Adrianópolis, en donde la totalidad de la población búlgara fue sometida a una total limpieza étnica por el ejército de los Jóvenes Turcos. Como resultado de la guerra de los Balcanes (1912-1913) y la Primera Guerra Mundial, muchos búlgaros huyeron de los territorios que hoy son de Grecia y Turquía hacia lo que es ahora Bulgaria. En Tracia los turcos destruyeron 11 aldeas unidas dejando sin hogar a 3380 personas.

### Iglesia católica bizantina búlgara luego de la Primera Guerra Mundial
Al finalizar la guerra de los Balcanes en 1913 la parte de Macedonia habitada por eslavos fue incorporada al Reino de Serbia y los ortodoxos anexados a la Iglesia ortodoxa serbia. Algunos católicos bizantinos fueron compelidos por las autoridades serbias y griegas a ingresar en la ortodoxia, como los de la parroquia de Pirava (por los serbios). Luego de la Primera Guerra Mundial el intercambio de población hizo que la mayoría de los búlgaros huyera a la actual Bulgaria, quedando la nueva Turquía libre de católicos bizantinos búlgaros. Desde 1913 los católicos bizantinos en la Macedonia serbia quedaron bajo jurisdicción del obispo latino de Skopie. Debido a la nueva situación la Iglesia católica bizantina búlgara fue reorganizada en 1926 suprimiéndose los 3 vicariatos apostólicos existentes. El papa estableció el exarcado apostólico de Sofía para el cuidado pastoral de los católicos bizantinos búlgaros en Bulgaria, participando en su establecimiento el arzobispo Angelo Roncalli, futuro papa Juan XXIII, quien en 1925 fue nombrado visitador apostólico, y luego delegado apostólico en Bulgaria hasta 1934. El 31 de julio de 1926 fue designado el primer exarca apostólico de Sofía, Kyril Stefan Kurteff, quien ocupó el cargo hasta 1942.
Luego de crearse el reino de Reino de los Serbios, Croatas y Eslovenos (Yugoslavia desde 1929) todos los católicos de rito bizantino de ese país quedaron desde el 26 de octubre de 1923 bajo jurisdicción de la eparquía de Križevci, con sede en Croacia, incluyendo a los búlgaros macedonios greco-católicos. En abril de 1941 Bulgaria invadió Yugoslavia y anexó la Macedonia yugoslava hasta octubre de 1944. Durante ese tiempo los 3000 greco-católicos de Macedonia quedaron bajo dependencia del exarcado católico bizantino de Sofía, retornando después a la eparquía de Križevci. Había entonces 6 parroquias en: Strumica, Radovo, Nova Maala (las 3 mayormente con refugiados de Kilkís, llamados kukush), Gevgelija, Bogdanci y Stoyakovo. Cuando al final de la Segunda Guerra Mundial el comunismo tomó el poder en Bulgaria, la Iglesia católica bizantina búlgara no fue abolida, pero quedó sujeta a severas restricciones.
El 11 de enero de 2001, después de la disolución de Yugoslavia, el papa Juan Pablo II estableció el exarcado apostólico de Macedonia separándolo de la eparquía de Križevci de la Iglesia bizantina católica de Croacia y Serbia y nombrando al obispo latino de Skopie como exarca apostólico. Desde ese momento la Iglesia católica bizantina macedonia comenzó a ser reconocida como una Iglesia sui iuris diferente de la Iglesia católica bizantina búlgara.

## Exarcado apostólico de Sofía y eparquía de San Juan XXIII de Sofía
De acuerdo al Anuario Pontificio 2018 dentro del territorio de Iglesia católica bizantina búlgara a fines de 2017 existía la siguiente circunscripción eclesiástica bizantina búlgara:
| Circunscripción                                              | Tipo     | País/países | Provincia eclesiástica                | Ciudad sede | Fieles bautizados (2017) | Obispos | Parroquias | Sacerdotes seculares | Sacerdotes religiosos | Religiosos | Religiosas | Diáconos permanentes | Seminaristas |
| ------------------------------------------------------------ | -------- | ----------- | ------------------------------------- | ----------- | ------------------------ | ------- | ---------- | -------------------- | --------------------- | ---------- | ---------- | -------------------- | ------------ |
| San Juan XXIII de Sofía (fue exarcado apostólico hasta 2019) | Eparquía | Bulgaria    | Inmediatamente sujeta a la Santa Sede | Sofía       | 10 000                   | 1       | 16         | 4                    | 13                    | 15         | 27         | 0                    | 1            |
| TOTAL                                                        | -        | -           | -                                     | -           | 10 000                   | 1       | 16         | 4                    | 13                    | 15         | 27         | 0                    | 1            |

El 11 de octubre de 2019 el papa Francisco elevó el exarcado apostólico a eparquía de San Juan XXIII de Sofía.

### Exarcas apostólicos de Sofía
- Obispo Kyril Stefan Kurteff (31 de julio de 1926–1942)
- Obispo Ivan Garufaloff (6 de julio de 1942–7 de agosto de 1951)
- Obispo Kyril Stefan Kurteff (27 de abril de 1951–9 de marzo de 1971)
- Arzobispo Metodi Dimitrov Stratiev (9 de marzo de 1971–5 de septiembre de 1995)
- Obispo Christo Proykov (5 de septiembre de 1995-11 de octubre de 2019)[14]

### Eparcas
- Jristo Proikov, desde el 11 de octubre de 2019